# Ночная смена
Ночная смена — работа в ночное время.
Принятые Международной организацией труда «Конвенция 1919 года о труде женщин в ночное время» и «Конвенция 1919 года о ночном труде подростков в промышленности» вводят термин «ночь», означающий период продолжительностью 11 часов, который должен охватывать отрезок времени между 10 часами вечера и 5 часами утра. В последующем нормируемые параметры пересматривались и принимались конвенции для других категорий работников. «Конвенция 1990 года о ночном труде» устанавливает для термина «ночной труд» период продолжительностью не менее 7 часов подряд, включая промежуток между полуночью и 5 часами утра.
В соответствии со ст. 96 Трудового кодекса Российской Федерации ночным временем считается время с 22 до 6 часов.

## В России
Поданное на высочайшее имя прошение князя Алексея Григорьевича Щербатова о запрещении детского труда в ночное время нашло поддержку у императора. По представлениям Комитета Министров Николай I в 1845 году издал указ, вменявший в обязанность хозяевам фабрик, «на коих производятся работы по ночам, чтобы они малолетних рабочих 12 лет и моложе не назначали в смену с полуночи до 6 часов утра».
В действовавшем по состоянию на 1913 год Уставе о промышленном труде было определено (статья 195): «Ночным временем считается: при работе одной сменой — время между девятью часами вечера и пятью часами утра, а при работе двумя и более сменами — время между десятью часами вечера и четырьмя часами утра».
Установленный Кодексом Законов о Труде РСФСР 1922 года (статья 96) интервал ночного времени — с 22 до 6 часов — не изменялся впоследствии, хотя в 1924 году применяемое в СССР декретное время было отменено и вновь введено в 1930—1931 годах, и сохранён в действующем Трудовом кодексе Российской Федерации (статья 96). Как правило, продолжительность работы (смены) в ночное время сокращается на один час. Ряд категорий работников не допускается к работе в ночное время.

## Международные соглашения
Понятие ночное время упоминается в следующих документах Международной организации труда, при этом, как правило, нормируются и общая продолжительность «ночи» в последовательных часах, и обязательный охватываемый промежуток:
- C4 — Конвенция 1919 года о труде женщин в ночное время («ночь» — 11 часов, охватываемый промежуток 22:00—5:00)
- C6 — Конвенция 1919 года о ночном труде подростков в промышленности («ночь» — 11 часов, охватываемый промежуток 22:00—5:00)
- C20 — Конвенция 1925 года о ночной работе в булочных («ночь» — 7 часов, охватываемый промежуток 23:00—5:00 или, по соглашению, 22:00—4:00)
- C41 — Конвенция (пересмотренная) 1934 года о труде женщин в ночное время («ночь» — 11 часов, охватываемый промежуток 22:00—5:00 или, по соглашению, 23:00—6:00)
- C79 — Конвенция 1946 года о ночном труде подростков на непромышленных работах (для детей, посещающих школу, 20:00—8:00 или, на основании национальных законов и местных условий, 20:30—6:00; для детей, не посещающих школу, 22:00—6:00 или, по соглашению, 23:00—7:00)
- C89 — Конвенция (пересмотренная) 1948 года о ночном труде женщин («ночь» — 11 часов, охватываемый промежуток — семь последовательных часов в интервале 22:00—7:00)
- C90 — Конвенция (пересмотренная) 1948 года о ночном труде подростков в промышленности («ночь» — 12 часов, охватываемый промежуток для подростков до 16 лет 22:00—6:00, для 16—18 лет — семь последовательных часов в интервале 22:00—7:00)
- C171 — Конвенция 1990 года о ночном труде (0:00—5:00)

Конвенцией 1990 года введено понятие «ночной труд»:

… термин «ночной труд» означает любую работу, которая осуществляется в течение периода продолжительностью не менее семи часов подряд, включая промежуток между полуночью и 5 часами утра, устанавливаемого компетентным органом после консультаций с наиболее представительными организациями работодателей и работников или коллективными договорами…

## Влияние на здоровье
В развитых странах число людей, работающих посменно, достигает 20 % от общего количества работающего населения. Проблемы со здоровьем среди сменных рабочих включают нарушения сна, обмена веществ, желудочно-кишечные заболевания, увеличение случаев сердечно-сосудистых заболеваний, возможно и развитие диабета. Чаще, чем у рабочих дневных смен, наблюдается ожирение, высокий уровень триглицеридов и холестерина, низкая концентрация липопротеинов высокой плотности. Имеются доказательства, что такие показатели служат фактором риска не только сердечно-сосудистых заболеваний, но и злокачественных опухолей.
Механизмы, лежащие в основе увеличенного риска злокачественных опухолей среди работающих в ночную смену, могут быть связаны с нарушением циркадных ритмов (десинхроноз) и вынужденным световым воздействием в ночные часы, что приводит к сокращению выработки мелатонина — известного биологического блокатора канцерогенеза.
Наиболее неблагоприятна для здоровья работа со скользящим графиком, когда дневные и вечерние смены чередуются с ночными. Считается, что постоянная работа только по ночам предполагает относительно лучшую адаптацию, чем работа со сменным графиком. Сон после ночной смены обычно короче необходимого и качественно не совсем полноценен. Работающие с ночными сменами в среднем недосыпают за неделю не менее 5—7 часов — недостаток не восполняется ни удлинением ночного сна, ни коротким сном перед ночной сменой. Ночные смены особенно неблагоприятны для женщин детородного возраста и лиц до 18 лет.
Адаптация к работе в ночную смену во многом связана с индивидуальными особенностями. Есть люди, которые отмечают высокую трудоспособность в ночное время, — они относятся к позднему хронотипу («совы») — эти люди часто сами выбирают ночные смены.